# 城戸陽菜
城戸 陽菜（きど ひな、2004年9月11日 - ）は、日本の女子バレーボール選手である。

## 来歴
福岡県糟屋郡粕屋町出身。
福岡工業大学附属城東高等学校を経て、2022/23シーズン、V.LEAGUE DIVISION1 WOMEN（V1女子）に所属する岡山シーガルズの内定選手となった。内定選手としてV1女子の試合に出場し、Vリーグデビューを果たした。
2023年、高校卒業後に、岡山シーガルズに入団した。

## 所属チーム
- 福岡工業大学附属城東高等学校（2020-2023年）
- 岡山シーガルズ（2023年-）

## 受賞歴
- 2024年 - 第72回黒鷲旗全日本選抜大会 ベストリベロ